# ريكاردو إزرائيل
ريكاردو إزرائيل (بالإسبانية: Ricardo Israel)‏ هو محامي وسياسي تشيلي، ولد في 7 أكتوبر 1950 في لوس أنخليس في تشيلي. حزبياً، نشط في Independent Regionalist Party ‏.